# Rajpur Farhadawa
Rajpur Farhadawa – gaun wikas samiti w środkowej części Nepalu  w strefie Narajani w dystrykcie Rautahat. Według nepalskiego spisu powszechnego z 2001 roku liczył on 2240 gospodarstw domowych i 14466 mieszkańców (7106 kobiet i 7360 mężczyzn).